# Les Amours de Lord Byron
Pour plus de détails, voir Fiche technique et Distribution.
Les Amours de Lord Byron (The Bad Lord Byron) est un film britannique réalisé par David MacDonald, sorti en 1949.

## Synopsis
Lord Byron, grièvement blessé en Grèce où il se bat pour l'indépendance de ce pays, se remémore sur son lit de mort sa vie et ses nombreuses amours, s'imaginant plaider sa cause devant un tribunal céleste.
Le premier témoin appelé est Lady Caroline Lamb qui se souvient de leur relation. Elle a rencontré Byron après un bal et ils ont commencé une liaison. Il écrit le poème She Walks in Beauty sur une autre femme, obligeant Lady Caroline à se poignarder avec un verre brisé. Il rompt et Lady Caroline est envoyée en Irlande.
Le prochain témoin est Annabella Milbanke qui parle de sa romance et de son mariage avec Byron, y compris la naissance de leur enfant.
Le troisième témoin est Augusta Leigh, avec qui Annabelle pensait que Byron avait une liaison, bien qu'Augusta le nie.
John Hobhouse, 1er baron Broughton est le quatrième témoin. Il parle de la carrière politique de Byron et de la façon dont il est devenu célèbre du jour au lendemain grâce à sa poésie et à sa rencontre avec Teresa Guiccioli.
Teresa est le cinquième témoin. Elle parle de leur histoire d'amour alors qu'elle était mariée et de son implication dans les Carbonari en Italie. Byron la quitte pour aller se battre pour l'indépendance de la Grèce. Le juge céleste informe alors le spectateur que c'est à lui de décider si Byron était bon ou mauvais.

## Fiche technique
- Titre original : The Bad Lord Byron
- Titre français : Les Amours de Lord Byron
- Réalisation : David MacDonald
- Scénario : Paul Holt, Laurence Kitchin, Peter Quennell, Anthony Thorne et Terence Young
- Photographie : Stephen Dade
- Montage : James Needs (en)
- Musique : Cedric Thorpe Davie (en)
- Pays d'origine : Royaume-Uni
- Format : Noir et blanc - 1,37:1
- Genre : drame
- Durée : 85 minutes
- Date de sortie : 1949

## Distribution
- Dennis Price : Lord Byron
- Mai Zetterling : Teresa Guiccioli
- Joan Greenwood : Lady Caroline Lamb
- Linden Travers : Augusta Leigh
- Sonia Holm : Anne Isabella Milbanke
- Raymond Lovell (en) : John Cam Hobhouse
- Leslie Dwyer (en) : Fletcher
- Denis O'Dea : Procureur
- Irene Browne : Lady Melbourne
- Virgílio Teixeira : Pietro Gamba
- Ernest Thesiger : Comte Guiccioli
- Gerard Heinz (en) : un officier australien
- Cyril Chamberlain : Défenseur
- Wilfrid Hyde-White : Mr Hopton
- Henry Oscar : Comte Gamba
- Ronald Adam : Juge
- Archie Duncan : John Murray
- Barry Jones : Colonel Stonhope
- Nora Swinburne : Lady Jersey
- Zena Marshall : une italienne (non créditée)